# Harpactea auriga
Harpactea auriga este o specie de păianjeni din genul Harpactea, familia Dysderidae. A fost descrisă pentru prima dată de Simon, 1910.
Este endemică în Algeria. Conform Catalogue of Life specia Harpactea auriga nu are subspecii cunoscute.